# Pusztító (film, 2018)
A Pusztító (eredeti cím: Destroyer) 2018-ban bemutatott amerikai bűnügyi filmdráma, amelyet Phil Hay és Matt Manfredi forgatókönyvéből Karyn Kusama rendezett. A főbb szerepekben Nicole Kidman, Sebastian Stan, Toby Kebbell, Tatiana Maslany és Bradley Whitford látható. A film gyártója a 30West és az Automatik Entertainment, forgalmazója az Annapurna Pictures.
Az Amerikai Egyesült Államokban 2018. december 25-én, Magyarországon 2019. január 24-én mutatták be a mozikban.

## Cselekmény
A Pusztító egy napjaink Los Angelesében játszódó thriller, amelyet a város jellegzetes ködje burkol be és heves akciók fűtenek.
Erin Bell, a Los Angeles-i Rendőrség nyomozója tizenhat évvel ezelőtt beépült a rettegett Silas bűnbandájába a kaliforniai sivatagban. Amikor a társaság egyik brutális balhéja rosszul sült el, Erin lebukott, Silas pedig elmenekült. Sok évvel később azonban újra felbukkan: merészebb és veszélyesebb, mint valaha, és újabb bankrablását tervez, Erin pedig eltökéli, hogy ezúttal nem hagyja kicsúszni a keze közül.

## Szereplők
| Szereplő       | Színész                 | Magyar hang       |
| -------------- | ----------------------- | ----------------- |
| Erin Bell      | Nicole Kidman           | Pápai Erika       |
| Chris          | Sebastian Stan          | Szatory Dávid     |
| Silas          | Toby Kebbell            | Zöld Csaba        |
| Petra          | Tatiana Maslany         | Bognár Anna       |
| DiFranco       | Bradley Whitford        | Tarján Péter      |
| Shelby         | Jade Pettyjohn          | Gáspárfalvi Dorka |
| Ethan          | Scoot McNairy           | Dévai Balázs      |
| Gil Lawson     | Toby Huss               | Mertz Tibor       |
| Arturo         | Zach Villa              | Welker Gábor      |
| Toby           | James Jordan            | Karácsonyi Zoltán |
| Jay            | Beau Knapp              | Ember Márk        |
| Antonio        | Shamier Anderson        | Debreczeny Csaba  |
| Oshima hadnagy | Kelvin Han Yee          | Kapácsy Miklós    |
| Gavras nyomozó | Natalia Cordova-Buckley | Czirják Csilla    |
| Toby anyja     | Jan Hoag                | Kocsis Mariann    |